# Бойницкий замок
Бо́йницкий замок (словац. Bojnický zámok, нем. Schloss Weinitz, венг. Bajmóc vára) — замок в словацком городе Бойнице.
Современный вид приобрёл в конце XIX века. Сегодня в нём расположен один из наиболее посещаемых музеев страны. Входит в список национальных памятников культуры Словакии.

## История
Замок был впервые упомянут в 1113 году в документе аббатства Зобор. Изначально он был деревянным, но постепенно отдельные элементы были заменены каменными, а внешние стены были приспособлены к окружающей гористой местности. Первым владельцем стал Матуш Чак, фактический правитель всей западной и центральной Словакии. Замок был передан ему в 1302 году королём Венгрии Вацлавом III. В XV веке замок находился во владении короля Матьяша «Корвина» Хуньяди, который, в свою очередь, передал замок в 1489 году на короткое время своему внебрачному сыну Яношу Корвину. Матьяш охотно посещал Бойнице и издавал здесь королевские указы. Обычно он диктовал их под своей любимой липой, известной сегодня под названием Липа короля Матьяша. После смерти Матьяша замок перешёл во владение рода Запольяи. Богатое семейство Турзо из северной части Венгерского королевства приобрело замок в 1528 году и произвело многочисленные перестройки. Первоначальная крепость была превращена в ренессансный замок. С 1646 года замок находился во владении рода Пальфи, который также стал инициатором неких преобразований замка.

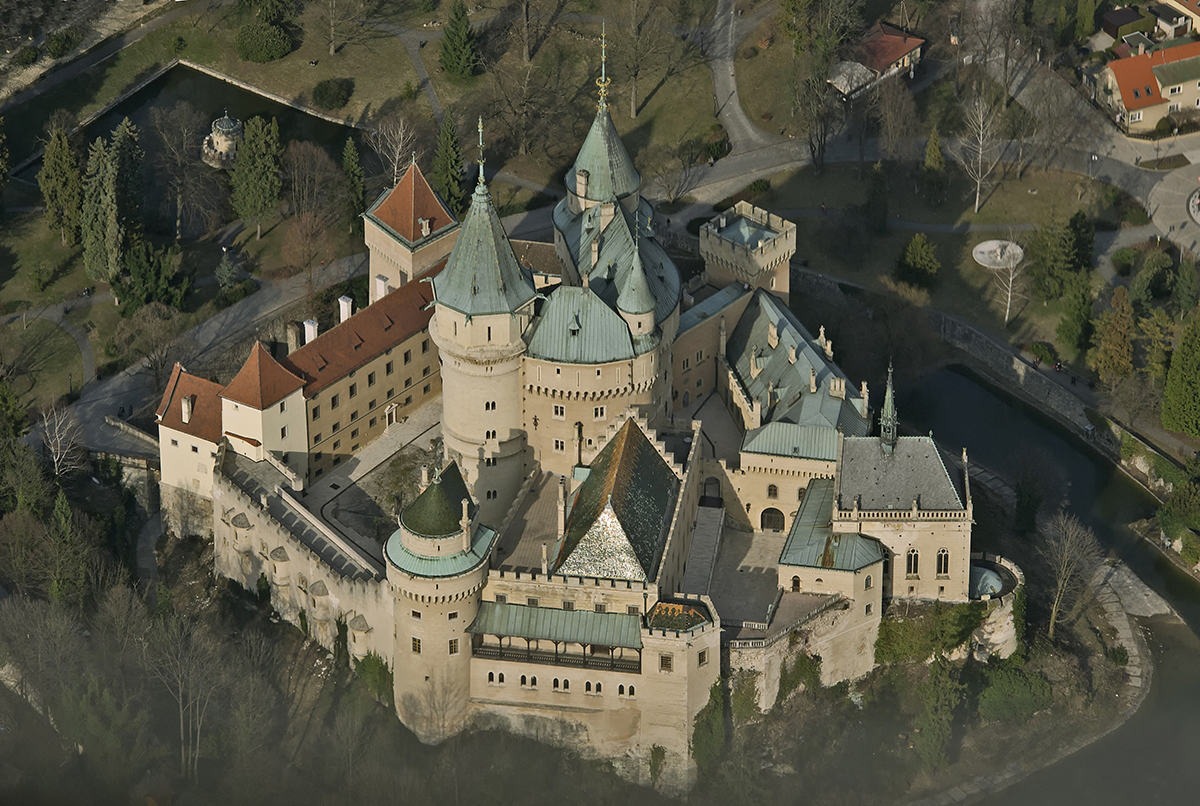
Вид на замок сверху

Наконец, Ян Пальфи подверг Бойницкий замок капитальной перестройке, длившейся с 1888 по 1909 год. Возник сегодняшний замок, напоминающий французские замки Луары. Пальфи лично участвовал в процессе в качестве архитектора и графического дизайнера. Он был одним из крупнейших коллекционеров античных гобеленов, картин и скульптур своего времени. Перестройка замка была выполнена и в связи с личной жизнью Яна Пальфи. Он влюбился во француженку, дочь аристократа. Пальфи сделал ей предложение, и она согласилась, однако переезжать в замок не собиралась, так как он не был похож на её родной дом. В итоге замок был перестроен во французском стиле, но перестройка длилась 21 год. За это время девушка уже вышла замуж, а Ян Пальфи умер холостым. После смерти Пальфи его наследники в 1939 году продали замок вместе с водолечебницей и окружающей землёй Яну Антонину Бате, главе обувного концерна Батя. После 1945 имущество Бати было конфисковано чехословацким государством, а в замке стали располагаться различные государственные институты. 9 мая 1950 года в замке возник пожар, нанёсший большой ущерб. Правительство выделило средства на восстановление Бойницкого замка. После восстановления в замке расположился филиал Словацкого народного музея, специализированный на документации и презентации постмодернистского архитектурного стиля.
Помимо этого, романтический замок является популярным местом для съёмки сказочных фильмов, в том числе «Пещера золотой розы». В 2006 году Бойницкий замок посетило около 200 тысяч человек.